# Куреник
Куре́ник (Hylacola) — рід горобцеподібних птахів родини шиподзьобових (Acanthizidae). Представники цього роду є ендеміками Австралії.

## Види
Виділяють два види роду Куреник:
- Куреник білобровий (Hylacola cauta)
- Куреник рудогузий (Hylacola pyrrhopygia)

## Етимологія
Наукова назва роду Hylacola походить від дав.-гр. ὑλη — ліс і лат. cola — мешканець.